# Ischnaspis macrolobii
Ischnaspis macrolobii är en insektsart som beskrevs av Robert Malcolm Laing 1932. Ischnaspis macrolobii ingår i släktet Ischnaspis och familjen pansarsköldlöss.
Artens utbredningsområde är Kongo-Kinshasa. Inga underarter finns listade i Catalogue of Life.